# Sprijiniți-l pe șerif!
Sprijiniți-l pe șerif! (titlul original: în engleză Support Your Local Sheriff!, cunoscut și sub numele The Sheriff) este o comedie western americană din 1969, regizată de Burt Kennedy⁠(d) și cu James Garner, Joan Hackett⁠(d) și Walter Brennan în rolurile principale. Actorii Harry Morgan, Jack Elam, Bruce Dern și Chubby Johnson apar în roluri secundare. Filmul a fost distribuit de United Artists și produs de William Bowers⁠(d) (care a scris și scenariul) și Bill Finnegan⁠(d).
Filmul parodiază povestea iconică a eroului western care îmblânzește un oraș de frontieră ieșit de sub stăpânirea legii. Titlul său original provine dintr-un slogan popular de campanie din anii 1960: „Support Your Local Police” (în traducere „Sprijiniți poliția locală”).

## Distribuție
- James Garner — Jason McCullough
- Joan Hackett⁠(d) — Prudy Perkins
- Walter Brennan — Pa Danby
- Harry Morgan — Olly Perkins
- Jack Elam — Jake
- Henry Jones⁠(d) — Henry Jackson
- Bruce Dern — Joe Danby
- Willis Bouchey — Thomas Devery
- Kathleen Freeman⁠(d) — dna Danvers
- Walter Burke⁠(d) — Fred Johnson
- Chubby Johnson⁠(d) — Brady
- Gene Evans⁠(d) — Tom Danby
- Dick Peabody⁠(d) — Luke Danby
- Dick Haynes⁠(d) — barmanul

## Recepție
Sprijiniți-l pe șerif! a fost considerat o „bombă”, deoarece nu a obținut încasări mari în prima săptămână de la lansare, iar compania United Artists a intenționat să retragă filmul din cinematografe. Garner i-a provocat pe conducătorii companiei distribuitoare, pariind pe 10.000 de dolari, să păstreze filmul într-un singur cinematograf timp de încă o săptămână. Rezultatul a fost impresionant, deoarece spectatorii au promovat filmul „din gură în gură”, iar numărul lor a crescut până când s-au strâns mulțimi în jurul cinematografului până la sfârșitul săptămânii. Sprijiniți-l pe șerif! a fost al 20-lea cel mai popular film la box office-ul american în 1969.
Sprijiniți-l pe șerif! a obținut recenzii critice mixte. Are în prezent un rating de aprobare de 75% pe site-ul Rotten Tomatoes pe baza a șaisprezece recenzii critice.